# ۱۰ گاوران
۱۰ گاوران یک ستاره است که در صورت فلکی گاوران قرار دارد.